# 隆田線

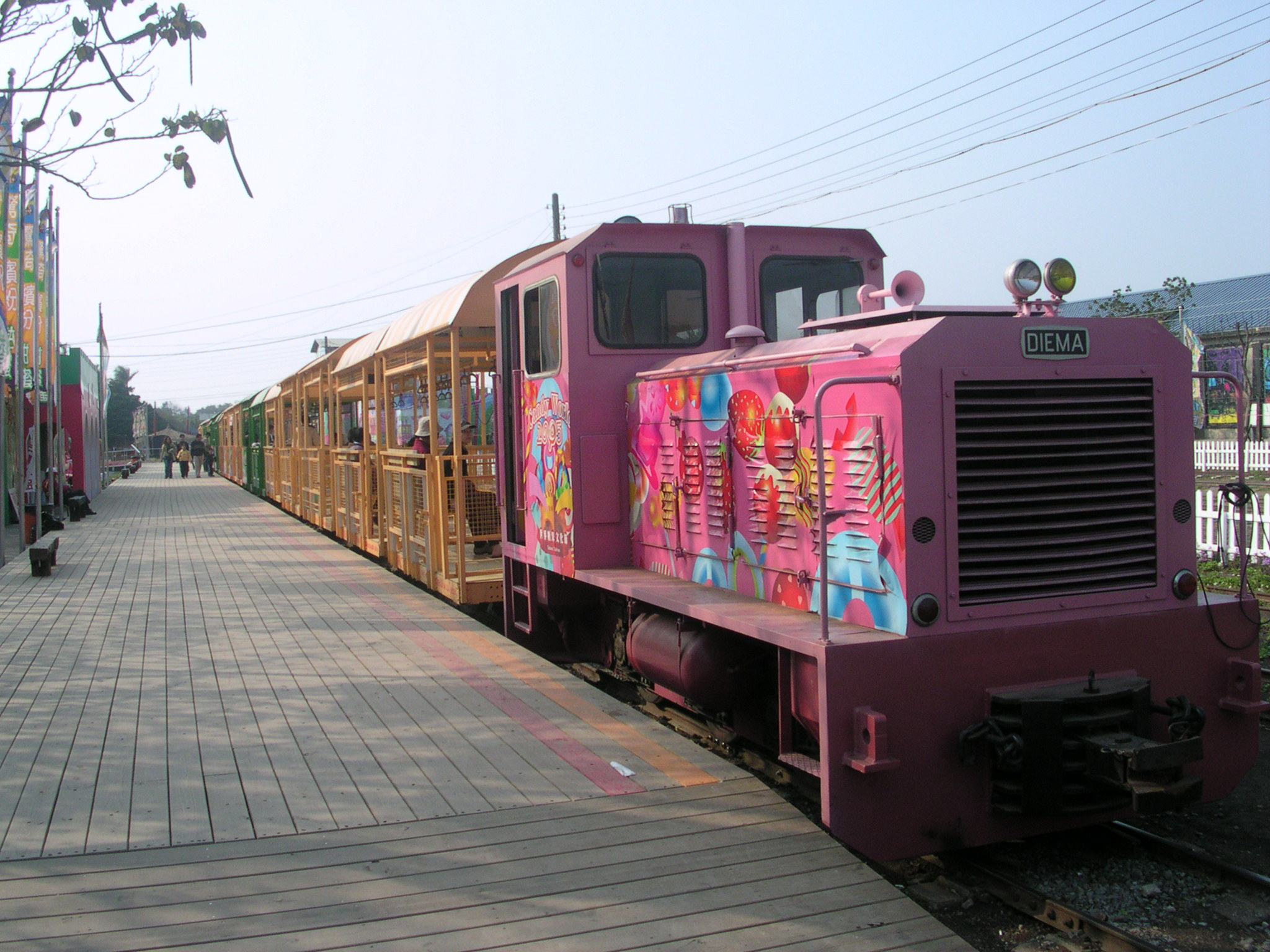
2005年世界糖果文化節蕭壠站內接駁列車

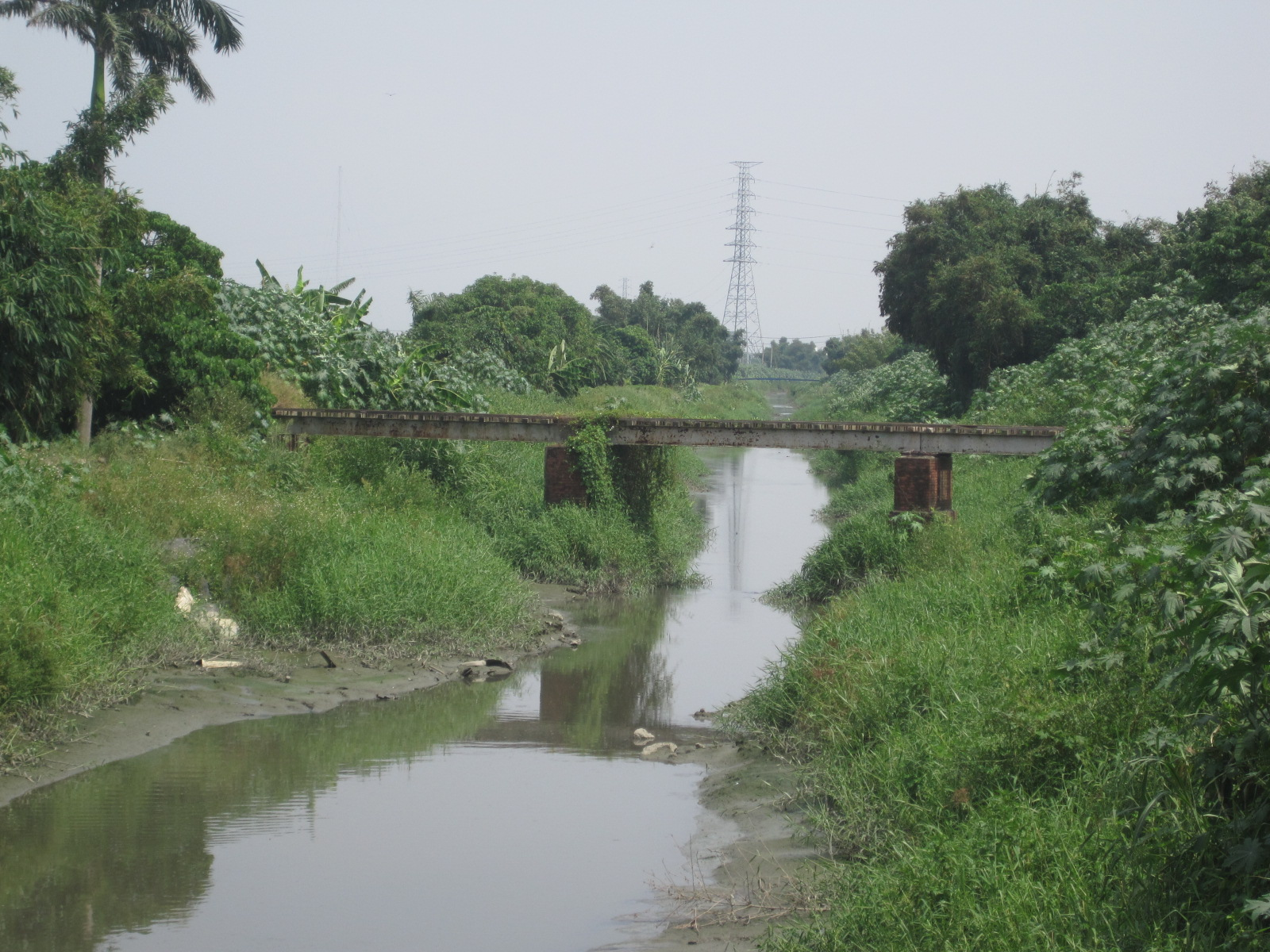
位在北門旗站與佳里旗站之間的隆田線鐵道橋，橋下是菜寮溪。

隆田線，為位於臺灣臺南市官田區、麻豆區、佳里區、學甲區、北門區，由台灣糖業股份有限公司麻豆糖廠及佳里糖廠經營之輕便鐵路。全線已無實際客貨運用途，僅殘一段有不定期觀光列車行駛。

## 路線資料
- 經營管轄：台灣糖業股份有限公司
- 路線距離：隆田＝佳里19.0km；隆田＝北門旗站＝二重港29.9公里
- 軌距：762mm
- 曾設立車站數：20
- 雙線區間：全線單線
- 電化區間：無

## 運行形態
此線列車自隆田方向駛至蕭壠、佳里車站後，需調頭返回北門旗站方能進入北門線。
客運部分:
隆田站-佳里興站
貨運部分:
隆田站-二重港站

## 使用車輛
德馬牌

## 簡介
嚴格而言，隆田線僅指隆田＝佳里間區間。但隆田線列車多直通北門線至二重港，故時刻表亦以隆田線合併稱之。
此線原由日本明治製糖株式會社興建，1909年6月1日營業。為續鹽水港製糖株式會社同年5月20日開辦新營＝鹽水間客運後，第二條兼辦客運的糖業鐵路。此後長期為沿線鄉鎮之門戶，並可至番子田車站（今隆田車站）轉乘臺鐵。
此線日治設蕭壠驛於糖廠附近，1920年配合地名變革改稱佳里。1952年7月15日由佳里車站新闢支線1.4公里至佳里市區並另設佳里車站，原佳里車站改回原名蕭壠。
1980年7月，隆田線全線結束客運。2005年，臺南縣政府文化局於佳里糖廠（今蕭壠文化園區）舉辦世界糖果文化節，特別改裝觀光列車由蕭壠車站經佳糖旗站、北門旗站，再彎入昔日原料線至新宅農場（活動期間作為臨時停車場）以接駁旅客進入園區。

## 車站一覽
營業線隆田線，係由隆田線（隆田＝佳里）及北門線（佳里＝二重港）組合而成，故時刻表亦以隆田線合併稱之。

### 隆田線
隆田 - 西庄 - 寮子廍 - 總爺 - 龍泉 - 麻豆 - 巷口 - 新麻豆 - 子良廟 - 後 -（北門旗站）-（佳糖旗站）- 蕭壠 - 佳里

### 北門線
（北門旗站）- 佳里興 - 營頂 - 大灣 - 東寮 - 舊學甲 - 學甲 - 光華 - 中浯 - 二重港

## 保存情況
- 約半數車站有遺蹟可尋。其中蕭壠站房仍存，部分乘車月台仍可找尋。
- 台糖隆田車站位於臺鐵車站旁，一度成為雜貨店。2004年初因站前廣場美化而遭拆除。
- 大灣站已拆
- 鐵道以佳里區、學甲區境內保存較完整。

## 外部連結
- 臺灣鐵道網-鄧志忠的鐵道記憶：逝去的車站
- 臺灣鐵道網-鄧志忠的鐵道記憶：總統級的小站-西庄